# Astoria Column
De Astoria Column is een monument en uitzichtpunt over de Columbia rivier in Astoria, Oregon. De zuil is gebouwd in 1926 en staat boven op de heuvel Coxcomb in het John Jacob Astor park. De zuil is gemaakt van staal en beton. In de zuil is een trap aangebracht die naar een platform leidt. In 1974 is de toren toegevoegd aan het Amerikaanse National Register of Historic Places.

## Geschiedenis
In 1926 werd de toren door de Great Northern Railway gebouwd met financiële ondersteuning van Vincent Astor, een achterkleinzoon van John Jacob Astor. Het is het laatste van 12 herdenkingstekens die zijn gebouwd in het begin van de 20e eeuw. De tekens staan op het traject tussen Saint Paul in Minnesota en Astoria in Oregon. Het project was een initiatief van Ralph Budd, de directeur van de Great Northern Railroad. Deze laatste is uiteindelijk opgegaan in het huidige Burlington Northern and Sante Fe Railway.
John Jacob Astor had een vermogen gemaakt in de bonthandel en was in 1811 een van de grondleggers van de plaats. De zuil werd gebouwd om drie belangrijke gebeurtenissen in de geschiedenis van Oregon te memoreren. Dit waren de ontdekking van de Columbia rivier door Robert Gray in 1792, Astoria was het eindpunt van de Lewis en Clack expeditie in 1805 en de bouw van Fort Astoria door John Jacob Astoria in 1811. De officiële opening in 1926 onderstreepte het 125-jarig jubileum van de plaats. Op 2 mei 1974 werd de kolom opgenomen in het Amerikaanse National Register of Historic Places.

## Beschrijving
Het ontwerp van de zuil is gebaseerd op een triomfzuil die in opdracht van de Romeinse keizer Trajanus in het jaar 114 werd opgericht. De zuil is 38 meter hoog en staat boven op de Coxcomb heuvel die piekt op 183 meter boven de zeespiegel.
De buitenzijde van de zuil is voorzien van sgraffito. De spiraalsgewijs aangebrachte afbeeldingen geven 14 significante historische gebeurtenissen weer. Van onder naar boven betreft het, onder andere, de ontdekking van de Columbia rivier door Kapitein Robert Gray op het schip de Columbia Rediviva in 1792, de aankomst van Lewis en Clark in 1805, de overwintering van het team in 1805-1806, de aankomst van John Jacob Astor op het schip Tonquin in 1811, het herstel van Fort Astoria in 1818, de komst van andere kolonisten in de plaats en ten slotte de aanleg van de spoorweg die vanaf 1880 Astoria verbond met de rest van het land. De totale lengte van de afbeeldingen is 160 meter en de afbeeldingen zijn 2 meter hoog.

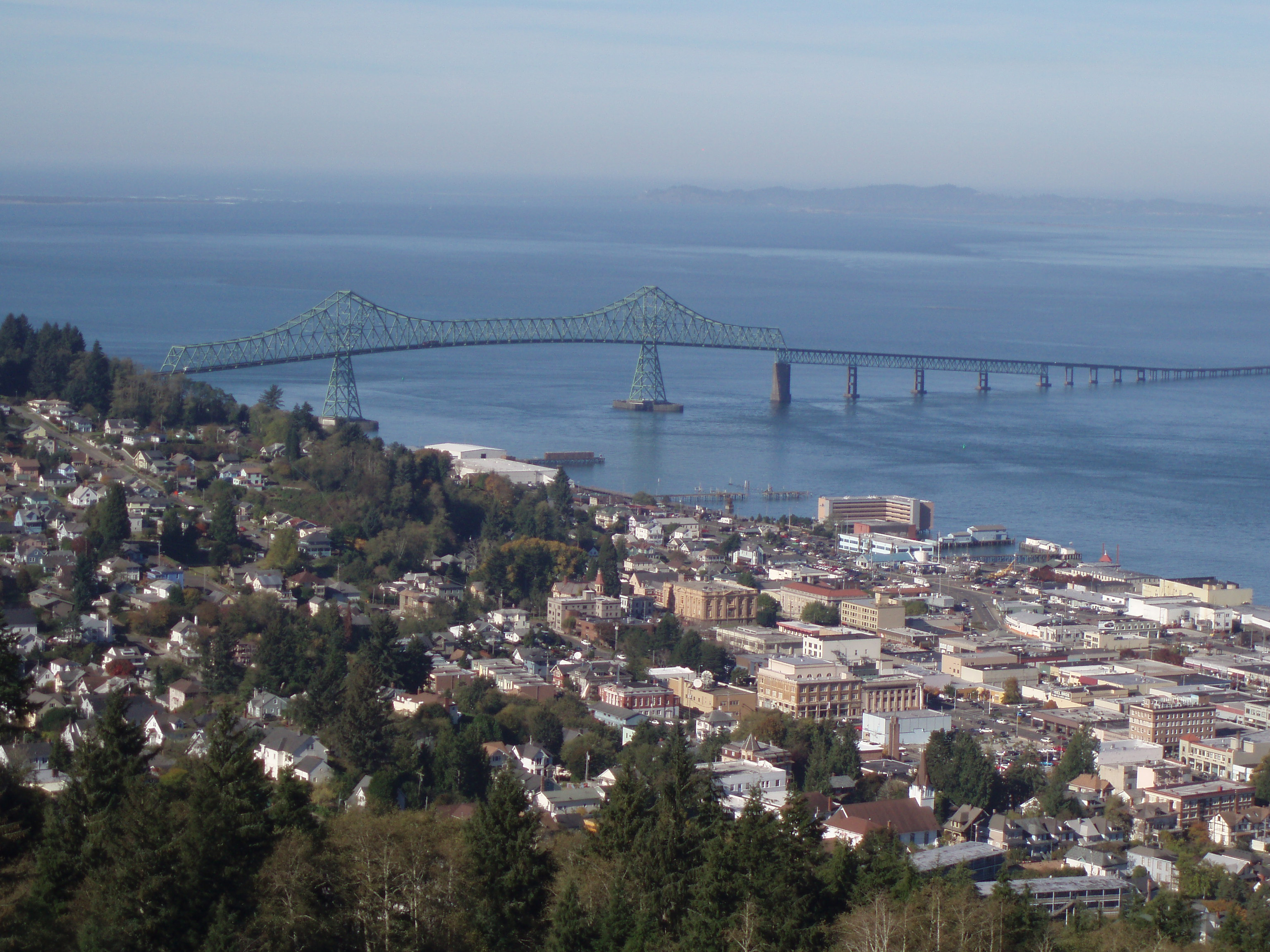
Uitzicht van de zuil op de Astoria-Megler Bridge over de Columbia rivier

Een interne wenteltrap trap leidt naar een platform boven op de zuil. Op het platform heeft de bezoeker een uitzicht over de Columbia rivier, Astoria en omgeving.
De bouw van de toren heeft $ 27.133,96 gekost.